# 二丁拳銃

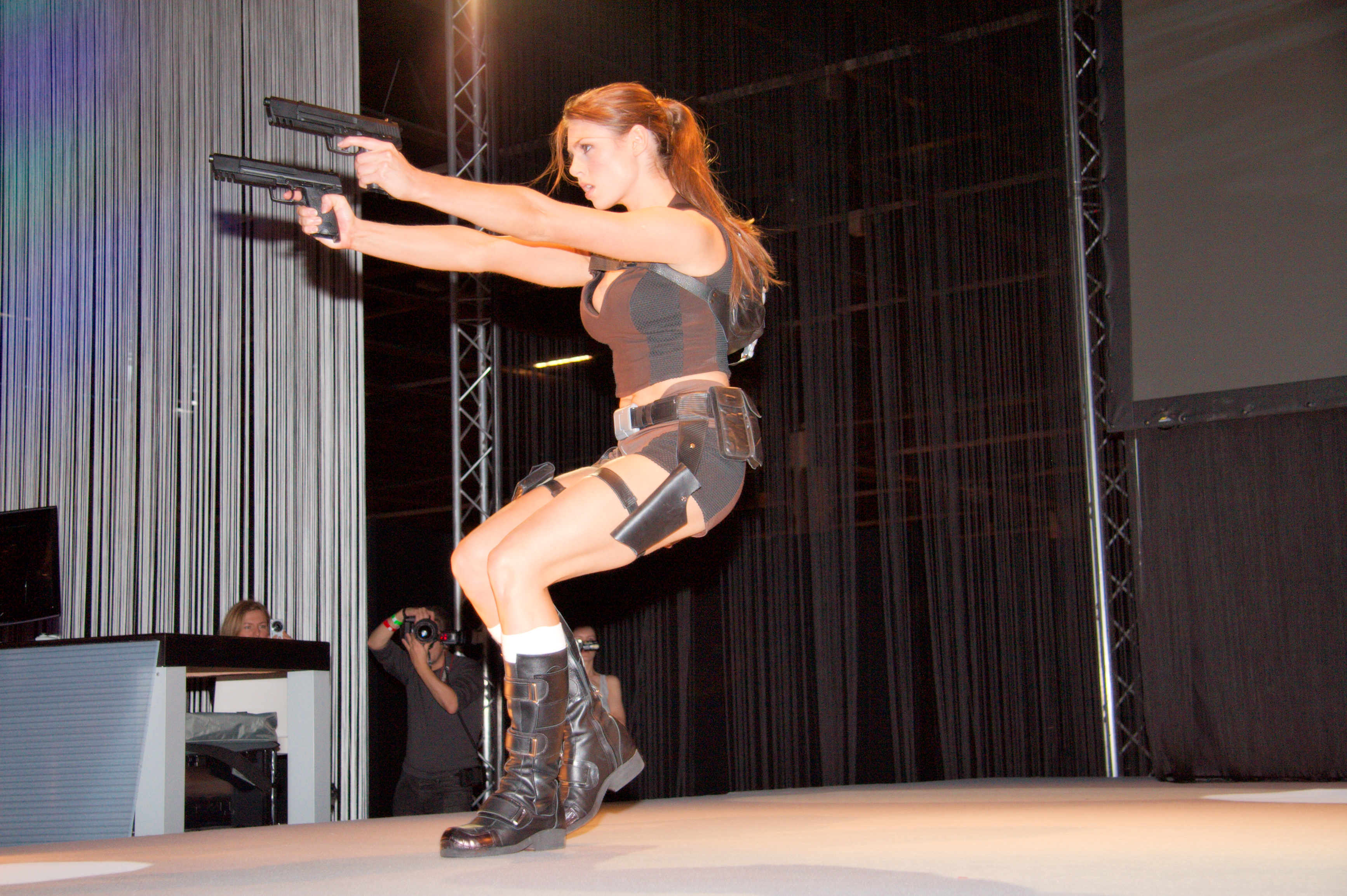
ララ・クロフトのコスプレをする女性による二丁拳銃の例

二丁拳銃（にちょうけんじゅう、二挺拳銃）は、拳銃を両手に1丁ずつ持って撃つ技である。英語ではナイフや刀剣類を使う場合（二刀流）も含めてDual wieldと呼ばれる。また、特に銃を使う場合について、アキンボ（Akimbo）という表現も使われる。
元々は射撃精度が低く再装填に時間がかかる単発式拳銃を用いる際の技として編み出され、精度に優れた連発式の拳銃が普及するにつれて実用性は薄れていった。一方、見た目が派手で、なおかつその人物のイメージを強烈に印象付けやすいことから、ショーにおけるパフォーマンス、あるいは西部劇などのアクション映画や漫画、ビデオゲームなどにおける演出技法として幅広く用いられている。

## 概要

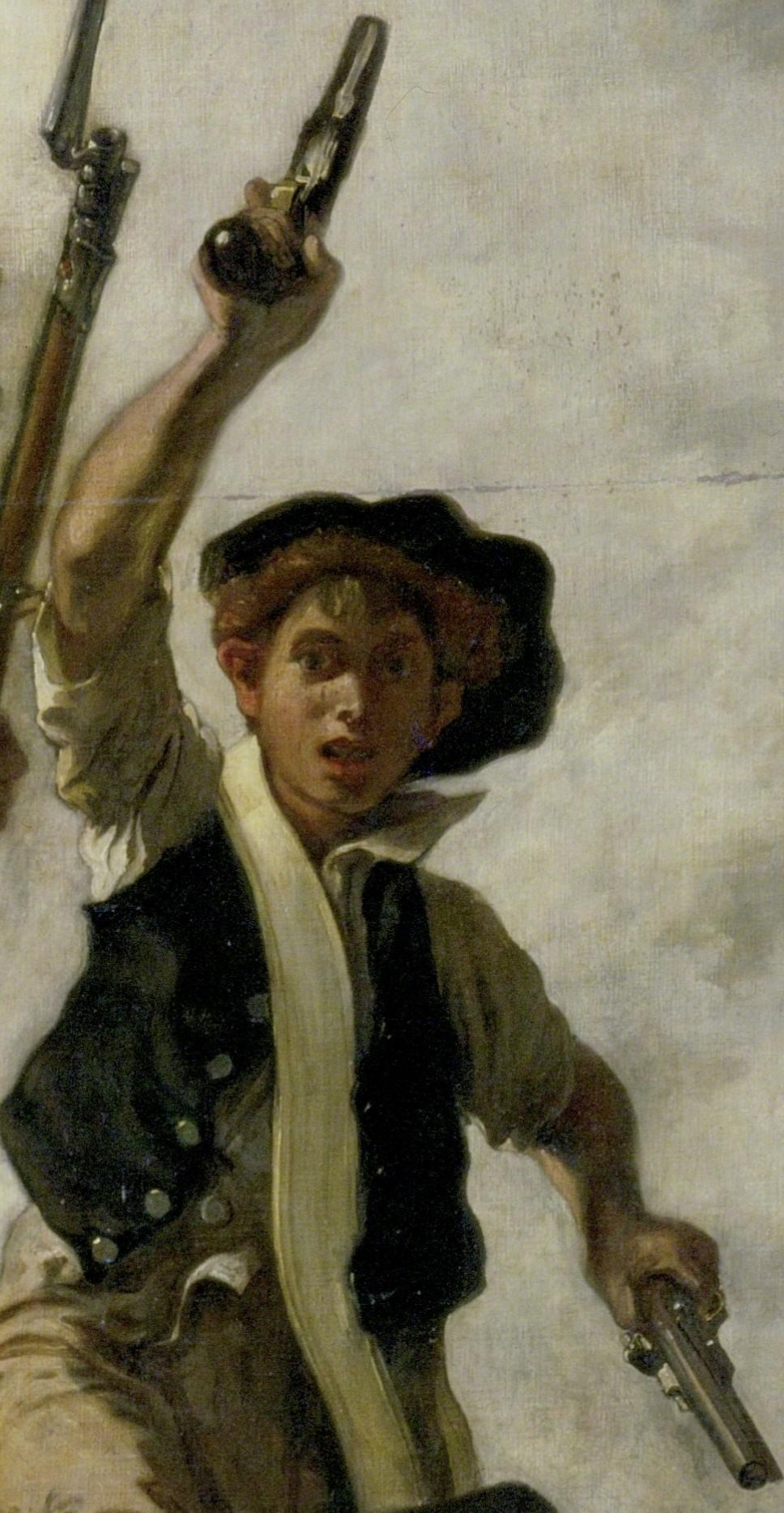
絵画『民衆を導く自由の女神』の部分拡大。両手にそれぞれ1丁ずつの拳銃を手にした少年が描かれている

拳銃と呼ばれる火器が普及し始めた1600年代頃から、2丁1組での販売は一般的に行われていた。ハンマーの位置が異なる右手用、左手用が組になっていた例もある。初期の拳銃は単発式であり、1度射撃した後には時間をかけて再装填を行う必要があったほか、不発の確率も高かった。こうしたことから、再装填を行わずに2度続けて射撃を行うため、あるいは不発の発生時に速やかに次の射撃を行うため、2丁の拳銃を同時に携帯する者が増えていった。また、当時の拳銃は射撃精度も決して高くなかったため、2丁ともを同じ標的に向けて同時に発砲することで、命中の確実性を高めることができた。
かつての海賊にも、こうした目的で2丁あるいはそれ以上の拳銃を携帯する者が多かった。例えば、海賊「黒髭」ことエドワード・サッチも、しばしば多数の拳銃（6丁から12丁と伝えられる）を携帯したことで知られる。
西部開拓時代のガンマンはしばしば2丁以上の拳銃を携帯したが、2丁ともを同時に使うのではなく、大抵1丁は弾切れや故障に備えた予備であった。とりわけ、ワイルド・ビル・ヒコックのように装填に時間がかかるキャップ・アンド・ボール式のリボルバーを愛用したガンマンたちは、不発や弾切れに備えて2丁の拳銃を携帯した。当時の典型的な銃撃戦では、せいぜい1発か2発の射撃しか行われず、1丁のシックスシューター（6連発のリボルバー）でさえ弾を使い切ることは稀だった。「二丁拳銃で戦うガンマン」のイメージは、後年の西部劇の中で形作られたものである。有名無名を問わず、ガンマンが二丁拳銃で戦ったとする記録は複数あるものの、決して一般的なものではなかった。
後年のいわゆるニューヨーク・リロードも、ガンマンたちと類似した発想に基づくテクニックである。ニューヨーク市警察では、1896年に警察委員長セオドア・ルーズベルトのもとで.32口径のコルト・ニューポリスを採用して以来、長らく各種のスミス&ウェッソン製あるいはコルト製リボルバーが使用され、完全に自動式拳銃に置き換えられたのは2018年になってからだった。1970年代、市警の張り込み班（Stakeout Unit）においては、通常のリボルバーに加えて予備の短銃身リボルバー（スナブノーズ）を隠し持つ警官や刑事が増えた。これは弾切れの際に直ちに拳銃を持ち替え再装填の手間を省くことが目的で、後にニューヨーク・リロードとして知られるようになった。
単に複数の拳銃を携帯するだけではなく、2丁同時に射撃することについて、例えば初期のものとして1772年のガスペー事件に関する記録の中での言及がある。英軍艦ガスペー号に突入した自由の息子達の1人が、2丁の拳銃を同時に使用したという。また、1849年のスタンフィールドホール殺人事件に関する記録の中には、犯人が2丁の拳銃を同時に構えていたという証言がある。
拳銃の射撃精度の向上、および多数の弾薬を容易に装填できる連発銃の普及により、戦闘における二丁拳銃の実用性は低下していったが、皮肉にも二丁拳銃を実戦で用いた最も有名な事例はそうした時代に入ってから発生している。1854年12月19日、アメリカのゴールドラッシュ時代の探鉱者、ジョナサン・R・デイヴィス大尉と2人の同行者は、無法者一味による襲撃を受けた。デイヴィスは無法者の人数を11人と数えた後、6連発のコルト製リボルバー2丁を両手でそれぞれ構え、12発全弾で7人を殺害した。そして残りの4人をボウイナイフで倒し、デイヴィスのみが生還したという。
著名な射撃競技選手のジェリー・ミチュレックは、二丁拳銃で複数の標的を射撃し、その後に1丁のみの拳銃で同様に射撃するデモンストレーションを行ったことがある。前者では52発中48発、後者では26発中24発が命中し、命中率は共に92.3%であった。ただし、ミチュレックは二丁拳銃の場合でも発砲は片方ずつ行っており、最終的な命中率は同等であったとはいえ、こうした方法での射撃は非常に困難であると述べている。

### ロシア/ソビエト連邦
スメルシや内務人民委員部（NKVD）といったソビエト連邦の諜報機関では、二丁拳銃による戦闘方法の教育が行われた。これは7連発のナガン・リボルバーを用いることを想定したものであった。ロシア語では、「マケドニア式射撃」（ロシア語: Стрельба по-македонски）と表現される。この呼び名の語源には諸説あり、アレクサンドロス大王の護衛兵が両手に剣を持って戦ったことに由来するという説、19世紀後半にオスマン帝国からの独立を求めて戦ったマケドニア人およびスラブ人がこの射撃法を行ったことに由来するという説などが知られる。また、ウラジミール・オシポビッチ・ボゴモロフの小説『В августе 44-го』（44年の8月）において造語されたとも言われる。作中、スメルシの諜報員である主人公と、悪役であるアプヴェーアの工作員の双方がこの射撃法を行う。ボゴモロフは自身が造語したという説を否定し、1934年に起こったアレクサンダル1世とルイ・バルトゥー暗殺事件の際、事件を報じる新聞記事で使われた表現に基づくと説明した。ただし、暗殺犯ヴラド・チェルノセムスキーは、確かに2丁の拳銃を所持していたものの、実際に銃撃に用いたのは1丁のみだった。
スメルシの「マケドニア式射撃」は、任務の性質上小銃や機関銃を携帯できない諜報員らによって使われた。拳銃を持った両方の手を近づけ、それぞれの親指を重ねるようにすることで、二丁拳銃で損なわれることの多い射撃精度を確保するものとされ、射撃は片方ずつ、あるいは両方同時に行われた。この技術は遮蔽物から遮蔽物へ移る時など、緊急時にのみ使われた。その後、小型の短機関銃の普及につれて、実用性は低下していった。
国際実用射撃連盟（IPSC）会長も務めたロシアの射撃競技選手のヴィタリー・クリュチンは、二丁拳銃で複数の鉄板を撃ち、音楽を奏でるパフォーマンスを何度か披露した。クリュチンはこれを「直感的な射撃」と称し、第一次世界大戦に特別偵察隊の一員として従軍した祖父が語った体験を元に、研究を重ねて編み出した技能であると説明した。当時、クリュチンの祖父らは6丁ほどのリボルバーを携帯し、塹壕に入ると2丁の拳銃を用いた「直感的な射撃」で戦い、弾が切れると銃をそのまま投げ捨て、次の2丁を取り出して戦闘を継続したのだという。

## フィクションにおける二丁拳銃

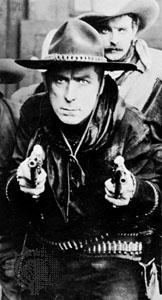
西部劇映画『The Gunfighter』（1917年）で二丁拳銃のガンマンを演じるウィリアム・S・ハート

1862年に発表されたヴィクトル・ユーゴーの小説『レ・ミゼラブル』は、現実よりも「効果的」な二丁拳銃の描写を行った最初期の創作物である。
マリユスは、しばらくモンデトゥール街の角に隠れて、戦いの最初の光景を見ながら、なお決断しかねて身を震わしていた。けれども、深淵の呼び声とも言うべき神秘な荘厳な眩惑に、彼は長く抵抗することができなかった。切迫してる危機、悲愴な謎たるマブーフ氏の死、殺されたバオレル、「きてくれ！」と叫んでるクールフェーラック、追いつめられてる少年、それを助けあるいはその讐を報ぜんとしている友人ら、それらを眼前に見ては、あらゆる躊躇の情も消え失せてしまい、二梃のピストルを手にして混戦のうちにおどり込んだ。そして第一発でガヴローシュを助け、第二発でクールフェーラックを救ったのである。—レ・ミゼラブル 第四部　叙情詩と叙事詩　プリューメ街の恋歌とサン・ドゥニ街の戦歌
西部劇における「二丁拳銃のガンマン」は、実在のガンマンたちの活躍を誇張して描いたダイムノヴェルのキャラクターとして生まれた後、ウィリアム・S・ハートが監督・出演した初期の無声映画での描写によって決定的なものとなった。1914年の短編映画『Two Gun Hicks』はその一例である。1930年代には漫画の普及が進み、アクションシーンで映画のような二丁拳銃が描かれるようになる。1939年にはザ・シャドーが二丁拳銃で戦う姿が描かれた。
ジョン・ウーが監督した映画『男たちの挽歌』（1985年）および『ハード・ボイルド 新・男たちの挽歌』（1992年）で描かれた、2丁の自動拳銃で戦うアクションシーンは、以後の映画に大きな影響を与えた。かつては武術映画とコメディ映画が香港映画の主流ジャンルであり、またカンフーやチャンバラに比べて銃撃戦は退屈で不人気な戦闘シーンと見なされていた。これを打破するべく、『男たちの挽歌』では、トラッキングショット、ドリーイン、スローモーションなど多くの演出を盛り込んだ派手で印象的な銃撃戦が描かれ、その一環として取り入れられた二丁拳銃は、ジョン・ウー映画のトレードマークの1つとなった。『男たちの挽歌』は、香港ノワール（英雄式血灑）と呼ばれる香港映画のジャンルを作り上げることとなった。また、後にこうした銃撃戦を始めとするアクションシーンを指し、カンフーとガン（銃）を組み合わせたガン・フー（Gun fu）という表現が使われるようになった。
ウォシャウスキー兄弟が監督した映画『マトリックス』（1999年）は、香港から武術指導としてユエン・ウーピンを招き、アクションシーンにいわゆるガン・フーを取り入れた。この映画の大ヒットののち、ガン・フースタイルのアクションシーンがアメリカ映画に普及していった。
ビデオゲームの分野でも、映画に影響を受ける形でアキンボ（拳銃に限らない二丁持ち）が普及していった。